# McClure’s Magazine

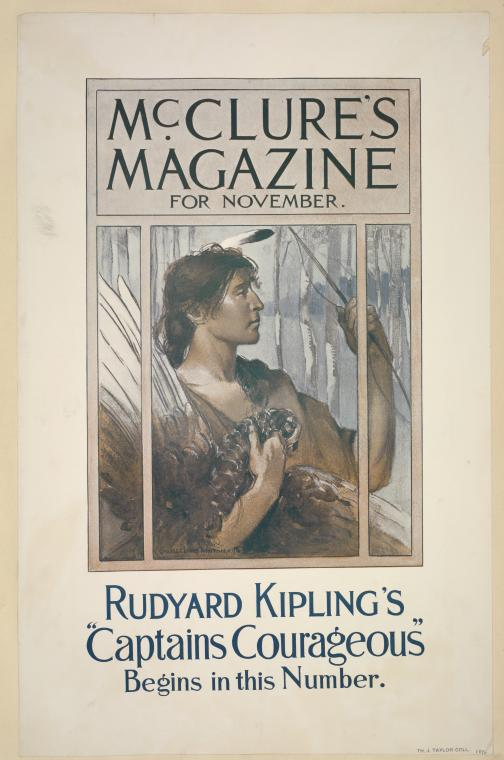
McClure’s Titelseite vom November 1896

McClure’s Magazine oder auch einfach nur McClure’s  war eine amerikanische illustrierte literarische und politische Monatszeitschrift, die von 1893 bis 1929 in New York zum Niedrigpreis von 15 Cents erschien.
Der Verleger Samuel Sidney McClure (1857–1949) brachte das erste Heft des Magazins im Juni 1893 auf den Markt. Das erforderliche Startkapital hatte sein Schulfreund John Sanborn Phillips (1861–1949) beigesteuert. Auf dem Programm der Zeitschrift stand der von Lincoln Steffens mitentwickelte Muckraker-Journalismus. Letzterer und auch bestimmte Periodika – zum Beispiel Fortsetzungsromane aus der Feder von Willa Cather, Arthur Conan Doyle, Herminie Kavanagh, Rudyard Kipling, Jack London, Robert Louis Stevenson und Mark Twain  – machten das Magazin um die Jahrhundertwende populär.
Ida Tarbell schrieb von 1894 bis 1906 in der Zeitschrift über John D. Rockefeller und dessen Standard Oil Company. Und von 1898 bis 1905 schrieb Ray Stannard Baker für das Magazin unter anderen über die US Steel Corporation. Von 1907 bis 1908 wurde eine Folge über Mary Baker Eddy und deren Christian Science publiziert.
Von 1916 bis 1918 veröffentlichte der Verlag das First McClure Automobile Year Book mit Spezifikationen zu Personen- und Nutzkraftwagen.
Bereits um 1911 war der Verleger McClure in finanzielle Schwierigkeiten geraten und musste das Magazin schließlich veräußern. Es wurde als Frauenzeitschrift McClure’s Ladies’ World umgestaltet und wurde im Frühjahr 1929 eingestellt. The Smart Set übernahm und musste im darauffolgenden Jahr ebenso einstellen.

## Mitarbeiter (Auswahl)
- Ray Stannard Baker
- Witter Bynner
- Willa Cather
- Burton J. Hendrick
- Will Irwin (1873–1948)
- Lincoln Steffens
- Mark Sullivan (1874–1952)
- Ida Tarbell
- William Allen White
- Marion Hamilton Carter  (1865–1937)
- J. M. Barrie
- Stephen Crane
- Arthur Conan Doyle
- Herminie Kavanagh
- Rudyard Kipling
- Rudolph Edgar Block (1870–1940) alias Bruno Lessing
- Jack London
- Georgine Milmine (1874–1950)
- Frank Norris – Dezember 1898 „Miracle Joyeux“, März 1899 „This Animal of a Buldy Jones“
- Emmeline Pankhurst
- Marjorie Pickthall
- Robert Louis Stevenson
- Mark Twain